# Tous les jours la même nuit
Tous les jours la même nuit (Todo Dia a Mesma Noite) est une mini-série brésilienne dirigée en partenariat avec Morena Filmes et mise en ligne le 25 janvier 2023 sur Netflix. Créée par Gustavo Lipsztein, Daniela Arbex, l'autrice du roman sur laquelle elle est basée. Elle raconte l'incendie de la discothèque Kiss, une tragédie qui a tué 242 personnes à Santa Maria (Rio Grande do Sul), aux premières heures du 27 janvier.

## Synopsis
Lorsqu'un incendie dans une discothèque tue 242 personnes, les familles des victimes n'ont d'autre choix que de faire leur deuil - et de se battre pour que justice soit faite.

## Distribution

### Acteurs principaux
- Thelmo Fernandes (pt) : Pedro Leal[3]
- Débora Lamm (pt) : Silvana Leal (Sil)
- Bianca Byington : Ana / Meire Coutinho Campos
- Paulo Gorgulho : Ricardo Martins
- Leonardo Medeiros : Geraldo Alberto Ramos Fontes
- Bel Kowarick : Telma Ramos Fontes
- Raquel Karro : Lívia Martins
- Cândido Damm : Felipe Campos
- Erom Cordeiro : João Portella, Délégué
- Laila Zaid : Tereza Rocha, Déléguée[4]
- Leandro Daniel : Celso Avelar, Promoteur
- Lourinelson Vladmir : Frederico Monteiro, Promoteur

### Acteurs récurrents
- Paola Antonini : Grazi
- Nicolas Vargas : Fernando Diniz
- Bruno Sigrist : Anderson Pargo (Dedé)
- Bruno Padilha : Thales Pargo
- Álamo Facó : Vicente Adriano , Pádua
- Fernando Roncato : Roberto Moreira (Beto)
- Flávio Bauraqui : Bruno Fontinelli
- Pablo Sanábio : Dr. Bernardes
- Otto Jr : Moacyr
- Mafê Medeiros : Juliana Leal
- Pedro Sol Victorino : Luis Martins

### Invités
- Manu Morelli : Marienne Leal (Mari)
- Miguel Roncato : Felipe Campos Filho (Felipinho)
- Sandro Aliprandini : Marco Martins
- Luan Vieira : Guilherme Ramos Fontes
- Priscila Reis : Beatrice Campos
- Julia Mendes : Suzana
- Lucca Pougy : Antônio
- Aisha Moura : Sabrina
- Sílvia Salgado : Mariza Diniz
- Gabriela Munhoz : Idalina, Capitaine
- Anja Bittencourt : Dona Alcéia
- Isaac Bernat : Dr Costa
- Márcio Maranhão : Dr Henri
- Aissa Zaar : Renatinha
- David Reis : Hernan
- Andrieli Rozin : Carol
- Lucas Zaffari : Jorge
- JP Bonfá : Magrão
- Adam Lee : Chico
- Leo Israel : Cássio
- Rodrigo Barizon : Vinicius
- Clara Serrão : Daiane
- Sérgio Loureiro : Aloysio
- Nina Rodrigues : Camila
- Murici Lima : Rodrigo Sávio Hernandes Pereira
- Tuanny Tecchio : Clarissa

## Épisodes
1. Cette nuit-là (A Noite)
2. En deuil (O Luto)
3. Culpabilité (A Culpa)
4. Procès et procédures (O Processo)
5. Une histoire sans fin (Sem Fim)

## Polémique

### Problèmes avec les familles des victimes
Une quarantaine de familles des victimes de la tragédie de la discothèque Kiss ont annoncé leur intention de poursuivre Netflix pour exploitation commerciale. L'un des membres de la famille a déclaré à la presse que la plateforme n'avait même pas informé de la sortie d'une série dramatique sur la tragédie et qu'elle n'avait pas non plus reçu l'autorisation de la produire. Les amis et la famille ont créé un groupe WhatsApp pour discuter du sujet. L'avocat des familles a également demandé un accord avec la plateforme afin qu'une partie des bénéfices générés par les travaux puisse être utilisée pour construire un mémorial aux 242 victimes, en plus de la remise de fonds aux membres des familles et aux survivants. Selon l'avocat, certains ont repris la thérapie et les traitements psychologiques en raison de la diffusion du contenu. L'Association des Parents des Victimes et Survivants de la Tragédie de Santa Maria (AVTSM) a nié qu'elle poursuivrait Netflix pour la production de la série puisqu'elle était au courant de la production.